# Interval (matematik)
 For alternative betydninger, se Interval. (Se også artikler, som begynder med Interval)
Et interval er i matematiske sammenhænge en delmængde bestående af samtlige reelle tal, der ligger mellem to givne tal, kaldet endepunkter. Disse to tal, der udgør grænserne for intervallet, kan enten være en del af eller stå uden for intervallet, og man skelner således mellem åbne, halvåbne og lukkede intervaller.
Der findes lidt forskellige standarder for hvordan intervaller angives.

## Dansk notation
Intervaller skrives som de to tal, der angiver endepunkterne, adskilt af et semikolon (;), og omgivet af klammer (kantede parenteser), [ og ]. klammerne bruges til at markere, om de angivne endepunkter er en del af eller står uden for intervallet: Vender en klamme ind imod et tal, ligger tallet i intervallet. Vender klammen væk fra tallet, ligger tallet lige akkurat ikke i intervallet. Nogle eksempler:
- Intervallet [2;5] omfatter tallene 2 og 5, og samtlige reelle tal der ligger imellem de to.
- I intervallet ]2;5] står 2 lige akkurat uden for intervallet, mens samtlige tal, der er blot den mindste smule større end 2, og samtidig mindre end eller lig med 5, er en del af intervallet...
- Intervallet [2;5[ omfatter tallet 2, men lige akkurat ikke tallet 5.
- Intervallet ]2;5[ omfatter ingen af tallene 2 og 5, men alle tal der er større end 2 og samtidig mindre end 5.

Formelt gælder altså:
{\displaystyle [a;b]=\{x\in \mathbb {R} \mid a\leq x\leq b\}},

{\displaystyle ]a;b]=\{x\in \mathbb {R} \mid a<x\leq b\}},

{\displaystyle [a;b[=\{x\in \mathbb {R} \mid a\leq x<b\}},

{\displaystyle ]a;b[=\{x\in \mathbb {R} \mid a<x<b\}}.

## Alternativ notation
Mange steder i udlandet samt i computerprograrmmer bruges noget afvigende standarder for angivelse af intervaller. Ofte bruges komma til at adskille intervalendepunkterne, hvilket ikke vil fungere på dansk, hvor komma bruges som decimalseparator. I stedet for udadvendte klammer benyttes indadvendte runde parenteser. Indadvendte klammer bruges overalt til at angive at et endepunkt er med i intervallet. Eksemplet foroven kan derfor også skrives som:
{\displaystyle [a;b]=\{x\in \mathbb {R} \mid a\leq x\leq b\}},

{\displaystyle (a;b]=\{x\in \mathbb {R} \mid a<x\leq b\}},

{\displaystyle [a;b)=\{x\in \mathbb {R} \mid a\leq x<b\}},

{\displaystyle (a;b)=\{x\in \mathbb {R} \mid a<x<b\}}.
Eftersom runde parenteser altid vender indad mod intervallets endepunkter, giver det sig selv, at den første linje ikke kan skrives med runde parenteser, da kun klammer skifter mellem at være inklusive og eksklusive alt afhængig af hvilken retning, de vender, og om de står før eller efter intervallets endepunkter.

## Åbne, halvåbne og lukkede intervaller
Et interval som eksemplet [2;5], hvor begge de angivne tal er "med i" intervallet, omtales som et lukket interval, mens intervaller hvor ingen af de afgrænsende tal er en del af intervallet, som eksemplet ]2;5[, kaldes for et åbent interval. I de andre to eksempler er det ene tal en del af intervallet, mens det andet står udenfor, og begge omtales som halvåbne intervaller.

## Ubegrænsede intervaller
Der findes også ubegrænsede intervaller, der er uendeligt lange. Med kun ét endepunkt findes åbne intervaller af typen {\displaystyle \left]a;\infty \right[} og {\displaystyle \left]-\infty ;b\right[} samt lukkede af typen {\displaystyle \left[a;\infty \right[} og {\displaystyle \left]-\infty ;b\right]}.
Intervallet {\displaystyle \left]-\infty ;\infty \right[} (alle reelle tal) har ingen endepunkter og er derfor både åbent og lukket.
Bemærk at overalt hvor "uendelig" ({\displaystyle \infty }) eller "minus uendelig" ({\displaystyle -\infty }) indgår, er disse to værdier aldrig "med" i intervallet; den kantede parentes skal per konvention altid "vende væk" fra {\displaystyle \infty } eller {\displaystyle -\infty }.

## Degenererede intervaller
Etpunktsmængder af typen {a} samt den tomme mængde Ø er også sammenhængende delmængder af de reelle tal, men de opfattes normalt ikke som "rigtige" intervaller. Men hvis man tager disse degenererede intervaller og de "rigtige" intervaller under ét, har man en beskrivelse af netop de sammenhængende mængder af reelle tal.
 Denne artikel bør gennemlæses af en person med fagkendskab for at sikre den faglige korrekthed.